# Никитский сельсовет (Волоколамский район)
Никитский сельсовет — упразднённая административно-территориальная единица, существовавшая на территории Московской губернии и Московской области до 1973 года.
Никитский сельсовет возник в первые годы советской власти. По состоянию на 1921 год он входил в Аннинскую волость Волоколамского уезда Московской губернии
В 1926 году Никитский с/с был переименован в Никитско-Великий с/с, однако уже в 1927 году ему было возвращено прежнее название.
.
По данным 1926 года в состав сельсовета входили 3 населённых пункта — Никиты, Девкино и Литвиново.
В 1929 году Никитский с/с был отнесён к Волоколамскому району Московского округа Московской области. При этом к нему был присоединён Золевский с/с.
4 января 1952 года в Никитский с/с из Ситниковского с/с были переданы селения Богданово и Татищево.
14 июня 1954 года к Никитскому с/с был присоединён Медведковский с/с.
26 декабря 1962 года Волоколамский район был переименован в Волоколамский сельский, в состав которого вошёл Никитский с/с.
21 ноября 1964 года Волоколамский сельский район был переименован в Волоколамский, в состав которого вошёл Никитский с/с.
7 августа 1973 года Никитский с/с был упразднён. При этом его территория была передана в Чисменский с/с.